# Celebrity Solstice
Die Celebrity Solstice (dt. Sonnenwende) ist ein 2008 für die amerikanische Reederei Celebrity Cruises in Dienst gestelltes Kreuzfahrtschiff und das Typschiff der Solstice-Klasse. Aufgrund ihrer Abmessungen gehört sie zur Post-PanMax-Kategorie und ist von Det Norske Veritas nach "1 A 1 'Passenger Ship' ECO, RPS, F-M, COMF-V(1) FUEL, LCD-DC, BIS" klassifiziert. Der Heimathafen des Schiffes und Sitz der Eignergesellschaft ist Valletta (Malta).

## Geschichte

### Bau, Überführung und Indienststellung
Nach einer erfolgreichen Zusammenarbeit in den 1990er Jahren, unterzeichneten die Reederei Celebrity Cruises und die Meyer Werft im emsländischen Papenburg im Juli 2005 einen Vorvertrag für den Bau eines neuen Kreuzfahrtschiffes. Im November 2005 wurde das Design-Büro "francisdesign" aus London mit dem Entwurf des Schiffes beauftragt.
Nachdem am 11. Oktober 2006 die erste Stahlplatte geschnitten wurde, begann am 17. März 2007 die eigentliche Bauphase. Ein Kran hob die erste von 72 Bausektionen in das überdachte Trockendock II der Meyer Werft. Zuvor hatten Vertreter des Auftraggebers und der Werft im Rahmen der „Münzzeremonie“ Geldstücke auf den Pallungen abgelegt.
Mit ihrem Doppelhüllen-Rumpf ist die Celebrity Solstice das erste Kreuzfahrtschiff, das die ab 2009 geltenden Vorschriften zur Leckstabilität einhält, wodurch die Sicherheits- und Stabilitätsreserven im Fall eines Lecks im Schiff erheblich erhöht werden.
Am Morgen des 4. August 2008 wurde das Schiff nach dem Abschluss umfangreicher Tests aus dem Baudock gezogen und an den Ausrüstungskai der Werft verlegt, um nach weiteren Tests den Ausbau fortzusetzen.
Für die Überführung des Schiffes am 28./29. September 2008 musste die Ems aufgestaut werden. Hierfür wurde das Emssperrwerk einen Tag vor der Überführung im Rahmen eines Probestaus für insgesamt 37 Stunden geschlossen. Um den nötigen Wasserstand oberhalb des Sperrwerks zu erreichen, wurden zusätzlich insgesamt rund 20 Millionen Kubikmeter Wasser in die Ems gepumpt. Wegen der besseren Manövrierbarkeit wurde das Schiff mit dem Heck voraus nach Eemshaven verlegt und dabei von zwei Schleppern unterstützt. Bei der Überführung passierte das Schiff auch die Jann-Berghaus-Brücke bei Leer, die sich damals zur Ermöglichung der Durchfahrt breiterer Schiffe im Umbau befand.
Zu einer letzten Inspektion wurde die Celebrity Solstice vom 20. bis 23. Oktober 2008 in das Dock Elbe 17 der Werft Blohm + Voss nach Hamburg gebracht und kehrte anschließend wieder nach Eemshaven zurück, wo sie am 24. Oktober 2008 an die Reederei übergeben wurde. Zu diesem Zeitpunkt war die Celebrity Solstice das mit einer Vermessung von 121.878 BRZ größte und mit Kosten von rund 616 Millionen Euro auch das teuerste Kreuzfahrtschiff, das die Meyer Werft bisher gebaut hatte. Erstmals wurde ein Post-Panamax-Schiff gebaut, sowie die Grenze von 100.000 BRZ übertroffen.

### Einsatz
Unmittelbar nach der Übergabezeremonie lief die Celebrity Solstice zur Überquerung des Atlantiks aus und traf am 3. November 2008 im Heimathafen Port Everglades ein. Am 14. November 2008 wurde sie in Fort Lauderdale von der Meereswissenschaftlerin Sharon L. Smith getauft.
Nach diversen Fahrten im Rahmen der Indienststellung lief die Celebrity Solstice am 23. November 2008 zu ihrer Jungfernkreuzfahrt in die Ostkaribik aus. Mittlerweile ist das Schiff auch im Mittelmeer unterwegs.
Im Winter 2012/2013 wurde das Schiff erstmals für Kreuzfahrten in Richtung Australien und Neuseeland eingesetzt.
Im Sommerhalbjahr 2013 befuhr die Celebrity Solstice Alaska, danach wurden Hawaii, die Südsee und Australien sowie Neuseeland besucht.

## Maschinenanlage und Antrieb

### Energieversorgung
Die Celebrity Solstice ist mit einer dieselelektrischen Maschinenanlage ausgerüstet. Die vier mittelschnell laufenden 16-Zylinder-4-Takt-Dieselmotoren des Typs Wärtsilä 46 können sowohl mit Dieselkraftstoff als auch mit Schweröl betrieben werden und sind mit Common-Rail-Einspritzung ausgerüstet, wodurch der Ausstoß von Schadstoffen stark reduziert wird. Die Motoren treiben 3-Phasen-Generatoren von ABB an, die eine Spannung von 11.000 Volt erzeugen und das gesamte Schiff mit elektrischer Energie versorgen.

### Antrieb und Manövrierhilfen
Der Antrieb des Schiffes erfolgt über zwei im Heck eingebaute ABB -Azipod-Propellergondeln, die zum Steuern und Manövrieren um 360° gedreht werden können. In jeder Gondel befindet sich ein Elektromotor, der eine Leistung von 20,5 MW (ca. 27.880 PS) direkt auf einen in Fahrtrichtung nach vorn gerichteten Festpropeller (sog. Zugpropeller) überträgt.
Zum Manövrieren in Häfen sowie bei geringen Geschwindigkeiten sind drei Querstrahlsteueranlagen des Typs Wärtsilä CT 300 im Bug eingebaut. Die Anlagen arbeiten mit Verstellpropellern bei konstanter Drehzahl und ermöglichen in Verbindung mit den Propellergondeln im Heck eine hohe Wendigkeit.

### Regenerative Energien und Energiesparmaßnahmen
Die Celebrity Solstice ist mit einer Photovoltaikanlage auf dem Oberdeck ausgestattet. Die insgesamt 216 Solarmodule erzeugen ausreichend Leistung, um einen Großteil der mit LEDs realisierten Beleuchtung mit elektrischer Energie zu versorgen. Gemeinsam mit anderen energieeffizienten Systemen, hier sind besonders die Klima- und Lüftungsanlagen zu nennen, einer optimierten Rumpfform und einem effektiven Unterwasseranstrich geht die Bauwerft von einer Energieeinsparung von ca. 30 % gegenüber vergleichbaren Schiffen aus.

## Kabinen und Bordeinrichtungen
Die Celebrity Solstice besitzt insgesamt 1.426 Passagierkabinen verschiedener Kategorien, davon 140 Innen- und 1.286 Außenkabinen. Sie wurden von „RTKL Associates“ entworfen, die Gestaltung der Suiten stammt von „New Building & Design“. Nahezu alle Kabinen sind in den Aufbauten untergebracht. Die beiden „Penthouse“-Suiten auf dem „Penthouse“-Deck bieten auf einer Fläche von 110 Quadratmetern unter anderem einen getrennten Wohn- und Essbereich, ein Schlafzimmer und ein luxuriös ausgestattetes Bad. Die übrigen 64 Suiten haben Wohnflächen zwischen 23 und 54 Quadratmetern. Vier der insgesamt 44 „Sky“-Suiten sind behindertengerecht gestaltet. Die 130 „AquaClass“-Balkonkabinen bieten direkten Zugang zu Wellnesseinrichtungen und einem gesonderten Restaurant („Blu“).
An Bord der Celebrity Solstice gibt es insgesamt zehn verschiedene Restaurants. Das Hauptrestaurant „Grand Epernay“ wurde von Adam Tihany entworfen und bietet auf zwei Ebenen Platz für über 1.400 Personen. Zentrale Gestaltungselemente sind ein sogenannter Weinturm aus Stahl und Glas sowie ein Kronleuchter mit einem Durchmesser von 10 Metern. Auch die übrigen Restaurants wurden teilweise von namhaften Designern gestaltet:
- Tuscan Grille (Entwurf: Adam Tihany)

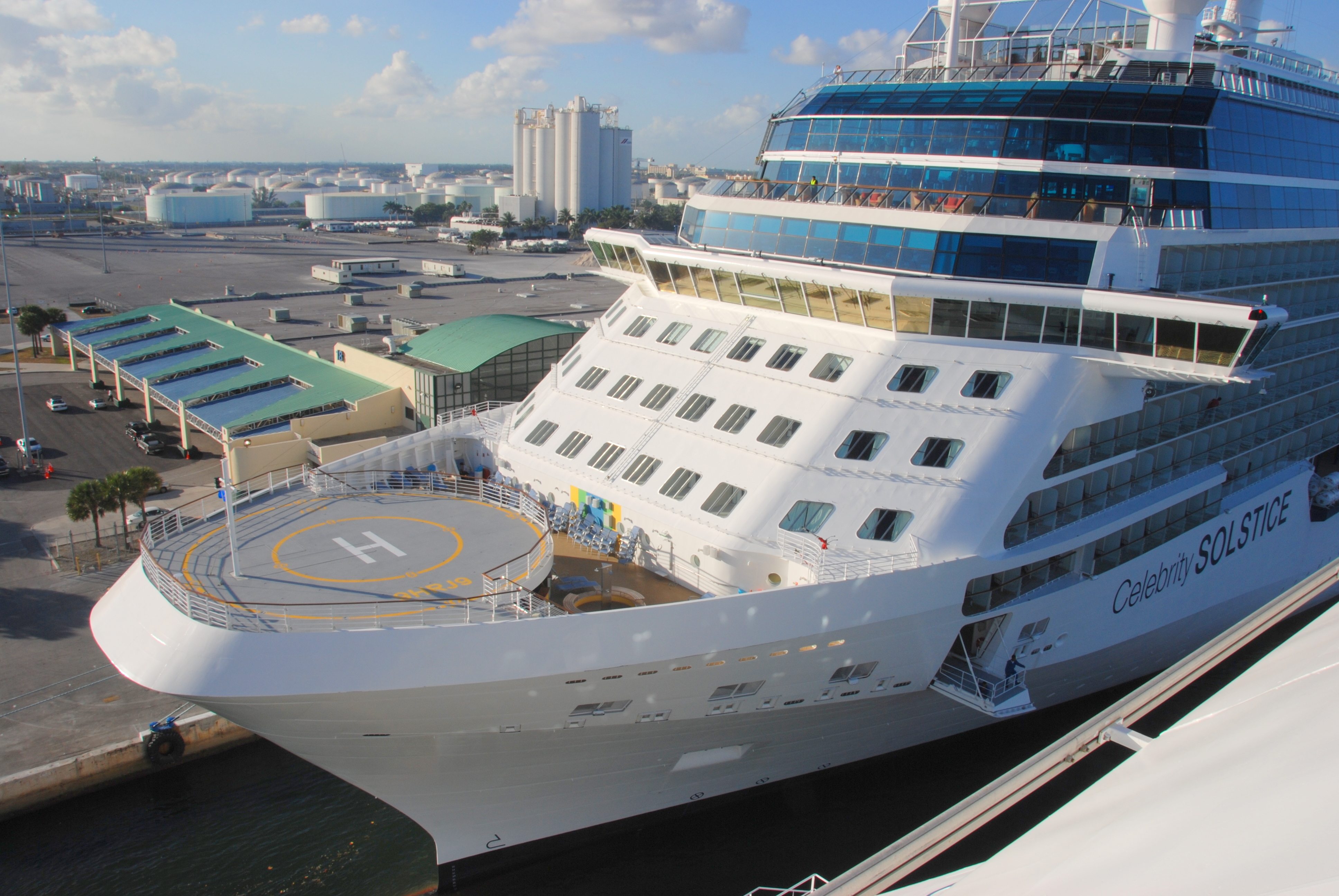
Blick auf das Vorschiff

- Silk Harvest (Entwurf: RTKL Associates)
- Blu (Entwurf: New Building & Design)
- Murano (Entwurf: BG Studio International)
- Bistro on Five (Entwurf: Wilson Butler Associates)
- Café al Bacio & Gelateria (Entwurf: RTKL Associates)
- AquaSpa Café (Entwurf: RTKL Associates)
- Mast Grill & Bar
- Oceanview Café and Grill (Entwurf: Adam Tihany)

Das Theater der Celebrity Solstice bietet auf drei Ebenen Platz für über 1.100 Zuschauer. Es bildet zusammen mit dem „Entertainment Court“ auf dem Promenadendeck den Unterhaltungs- und Showbereich des Schiffes. In unmittelbarer Nähe befinden sich auch umfangreiche Einkaufsmöglichkeiten. Auf einer Fläche von über 600 Quadratmetern verteilt auf drei Decks gibt es insgesamt 18 verschiedene Geschäfte.
Als erstes Kreuzfahrtschiff der Welt verfügt die Celebrity Solstice mit dem „Lawn Club“ über eine Echtrasenfläche von 2.130 Quadratmetern. Die Anlage auf dem Oberdeck wurde in Zusammenarbeit mit Wilson Butler Architects entworfen und von Gartenarchitekten, Bewässerungsspezialisten und Mitarbeitern der Fakultät für Gartenbau an der University of Florida realisiert.

## Trivia
- Beim Bau der Celebrity Solstice wurden 212 km Rohrleitungen und 2.658 km Elektrokabel verlegt.
- Das Gesamtgewicht der aufgetragenen Farbe beträgt ca. 320 Tonnen.
- Für den „Lawn Club“ wurde eine speziell für das Schiff vorgesehene Rasensorte gezüchtet (Agrostis stolonifera).
- Die Celebrity Solstice verfügt über eine eigene Glasbläserei, in der auch Vorführungen stattfinden.
- Die Celebrity Solstice wurde vom HANSA International Maritim Journal als „Schiff des Jahres 2008“ ausgezeichnet.